# Championnat du monde d'endurance moto 2011
Navigation
Édition précédente Édition suivante
La saison 2011 du Championnat du monde d'endurance moto est la 32e édition de cette compétition. Elle se déroule du 15 avril au 12 novembre 2011. 

## Calendrier
| N° | Date              | Course              | Circuit                         | Lieu        | État, Pays |
| -- | ----------------- | ------------------- | ------------------------------- | ----------- | ---------- |
| 1  | 15 & 16 avril     | Bol d'or            | Circuit de Nevers Magny-Cours   | Magny-Cours | France     |
| 2  | 21 mai            | 8 heures d'Albacete | Circuit d'Albacete              | Albacete    | Espagne    |
| 3  | 31 juillet        | 8 Heures de Suzuka  | Circuit de Suzuka               | Suzuka      | Japon      |
| 4  | 24 & 25 septembre | 24 Heures du Mans   | Circuit Bugatti                 | Le Mans     | France     |
| 5  | 12 novembre       | 8 Heures de Doha    | Circuit international de Losail | Doha        | Qatar      |

## Résultats
| N° | Course              | Vainqueur                                          | Moto     | Écurie                       |
| -- | ------------------- | -------------------------------------------------- | -------- | ---------------------------- |
| 4  | Bol d'or            | Vincent Philippe, Sakai Daisaku, Freddy Foray      | Suzuki   | Suzuki Endurance Racing Team |
| 2  | 6 heures d'Albacete | Sébastien Gimbert, Erwan Nigon, Hugo Marchand      | BMW      | BMW Motorrad France          |
| 3  | 8 heures de Suzuka  | Kohsuke Akiyoshi, Shin'ichi Itoh, Ryuichi Kiyonari | Honda    | F.C.C. TSR Honda             |
| 1  | 24 heures du Mans   | Julien Da Costa, Olivier Four, Grégory Leblanc     | Kawasaki | GSR Kawasaki                 |
| 5  | 8 heures de Doha    | David Checa, Kenny Foray, Matthieu Lagrive         | Yamaha   | Yamaha Racing - GMT 94       |

## Classement

### Attribution des points
| Points | 60 | 50 | 44 | 37 | 32 | 26 | 20 |